# Pitirim Sorokin
Pitirim Aleksandrovič Sorokin (/səˈroʊkɪn, sɔː-/; rus. , 2. februar (julijanski 21. januar) 1889 – 10. februar 1968) bio je ruski, kasnije američki, sociolog i politički aktivista, koji je doprineo teoriji društvenog ciklusa.

## Pozadina
Pitirim Aleksandrovič Sorokin je rođen 4. februara [po julijanskom 23. januara] 1889. u Turiji, malom selu u Jarenskom okrugu, gubernija Vologda, Rusko carstvo (sada Knjažpogostski okrug, Republika Komi, Rusija), kao drugi sin oca Rusa i Komi majke. Sorokinov otac, Aleksandar Prokopjevič Sorokin, bio je iz Velikog Ustjuga i putujući zanatlija specijalizovan za zlato i srebro. Njegova majka, Pelageja Vasiljevna, bila rodom iz Žešharta i pripadala je seljačkoj porodici. Vasilij, njegov stariji brat, rođen je 1885. godine, a mlađi brat Prokopij je rođen 1893. Sorokinova majka je umrla 7. marta 1894. godine u selu Kokvica. Posle njene smrti, Sorokin i njegov stariji brat Vasilij ostali su sa ocem, putujući s njim po gradovima u potrazi za poslom. U isto vreme, Prokopija je primila njegova tetka Anisija Vasiljevna Rimski. Ova potonja je živela sa svojim mužem Vasilijem Ivanovičem u selu Rimija. Sorokinovo detinjstvo, provedeno među Komima, bilo je komplikovano, ali obogaćeno verskim i moralnim obrazovanjem. Moralne osobine (kao što su pobožnost, čvrsta vera u dobro i ljubav) koje su kultivirane u njemu u to vreme urodile su plodom u njegovom kasnijem radu (njegova amitologija i poziv da se prevaziđe kriza modernosti).
Aleksandar Prokopjevič Sorokin se predao alkoholu. Zbog toga je njihov otac imao tešku anksioznost i napade panike do te mere da je fizički zlostavljao svoje sinove. Posle brutalnog premlaćivanja koje je ostavilo ožiljak na Pitirimovoj gornjoj usni, Pitirim je sa jedanaest godina, zajedno sa svojim starijim bratom, odlučio da želi da bude samostalan i da više nije pod očevim starateljstvom.
Početkom 1900-ih, izdržavajući se kao zanatlija i službenik, Sorokin je pohađao Carski univerzitet u Sankt Peterburgu, gde je stekao diplomu iz kriminologije i postao profesor.
Sorokin je bio antikomunista. Tokom Ruske revolucije bio je član Socijalističke revolucionarne partije, poslanik Ruske ustavotvorne skupštine, pristalica Belog pokreta i sekretar premijera Aleksandra Kerenskog. Posle Oktobarske revolucije, Sorokin je nastavio da se bori protiv komunističkih vođa i novi režim ga je nekoliko puta hapsio pre nego što je na kraju osuđen na smrt. Posle šest nedelja u zatvoru, Sorokin je pušten i vratio se da predaje na Univerzitetu u Sankt Peterburgu, postajući osnivač katedre za sociologiju na univerzitetu. Pošto je bio vođa među demokratama do Ruske revolucije, tražile su ga snage Vladimira Lenjina nakon što je Lenjin konsolidovao svoju vlast.
Prikazi o Sorokinovim aktivnostima 1922. godine se razlikuju; moguće je ga je sovjetska vlada uhapsila i proterala, ili je možda proveo mesece skrivajući se pre nego što je pobegao iz zemlje. Nakon što je napustio Rusiju, emigrirao je u Sjedinjene Države, gde je postao naturalizovani državljanin 1930. godine. Od Sorokina je lično zatraženo da prihvati poziciju na Univerzitetu Harvard, osnivajući Odeljenje za sociologiju i postajući glasni kritičar svog kolege Talkota Parsonsa.
Sorokin je bio vatreni protivnik komunizma, koji je smatrao „ljudkom štetočinom”. Ljudi su ga smatrali liderom, mada je bilo i onih koji su u njemu videli izopćenika, što može biti razlog zašto je prognan. U to vreme ljudi nisu razumeli njegove ideje koje su promovisale emancipaciju i promene, i teorije koje je on iznosio nisu uvek bile dobro prihvaćene.
Sorokin je bio profesor sociologije na Univerzitetu u Minesoti od 1924. do 1929. godine kada je prihvatio ponudu predsednika Harvardskog univerziteta da se pridruži fakultetu Harvarda, gde je nastavio da radi do 1959. Jedna od njegovih učenica bila je spisateljica Majra Pejdž.

## Odabrani radovi
Na engleskom ili u engleskom prevodu
- Contemporary Sociological Theories  (1928), New York: Harper.online free
- Principles of Rural-Urban Sociology (1929, with Carle C Zimmerman) New York : H. Holt. Preface: "a summary of Source book in rural sociology," in three volumes, prepared under the auspices of the U.S. Dept. of Agriculture and the University of Minnesota, to be published in 1930 or 1931"[10]
- The Sociology of Revolution (1935) OCLC 84193425. FReprint, H. Fertig, 1967.[11]
- Social and Cultural Dynamics (1937–1941), Cincinnati: American Book Company, 1937–1941. 4 vols.
- The Crisis of Our Age (1941), New York : Dutton, 1941 "Based upon four volumes of the author's Social and cultural dynamics."[12]
- Society, Culture, and Personality:  Their Structure and Dynamics,  A System of General Sociology (1947), Harper & Brothers Publishers:, New York & London. (723 double columned pages plus an 11 triple coumned page Index and a 7 triple columned page Index of Names)
- Leaves From a Russian diary, and Thirty Years After (1950), Boston: Beacon Press. OCLC 1476438
- The Ways and Power of Love: Types, Factors, and Techniques of Moral Transformation. Philadelphia: Templeton Foundation Press (Original work published 1954). 2002. ISBN 978-1-890151-86-7. (sa uvodom Stivena G. Posta u izdanju iz 2002. godine) (552 pages)
- Fads and Foibles in Modern Sociology and Related Sciences (1956),  Chicago:, H. Regnery Co. OCoLC 609427839. Reprinted by Greenwood Publishing Group, 1976,  978-0-8371-8733-4.
- Social and Cultural Dynamics: A Study of Change in Major Systems of Art, Truth, Ethics, Law and Social Relationships (1957 (reprinted 1970) изд.). Boston: Extending Horizons Books, Porter Sargent Publishers. 1957. ISBN 978-0-87558-029-6.
- (with Lunden, W. A.), Power and Morality: Who Shall Guard The Guardians? (1959), Boston, MA: Porter Sargent Publishers.
- A Long Journey: the Autobiography of Pitirim A. Sorokin (1963) College and University Press, LC 426641.
- Hunger As a Factor in Human Affairs (1975), University Presses of Florida.
- Social And Cultural Mobility (1959 изд.). Boston: Free Press. 1959. ISBN 9780029302804.

## Literatura
- Cuzzort, R. P. and King, E. W. (1995), Twentieth-Century social thought  (5th ed.). New York, NY: Harcourt Brace College Publishers.
- Gambescia, C. (2002),  Invito alla lettura di Sorokin. Rome, Italy: Edizioni Settimo Sigillo.
- Johnston, B.V (1995).  Pitirim A. Sorokin an Intellectual Biography . Lawrence, KS: University Press of Kansas.
- Nieli, Russell (2006). „Critic of the Sensate Culture: Rediscovering the Genius of Pitirim Sorokin”. Political Science Reviewer. 35 (1): 264—379. Архивирано из оригинала 31. 12. 2017. г. Приступљено 21. 05. 2020.
- Yuri Doykov (2008–2009), Pitirim Sorokin: The Man Out of Season – A Biography (in Russian).
  - Vol. 1 (Archangelsk, 2008. 432 pages)
  - Vol. 2 (Archangelsk, 2009. 488 pages)
- Doykov Yuri (2009), Pitirim Sorokin in Prague, Archangelsk. 146 pages (in Russian).
- Doykov Yuri (2009), Pitirim Sorokin, Minneapolis (Minnesota) – Archangelsk. 184 pages (in Russian).
- Uzlaner, Dmitry; Stoeckl, Kristina (2017). „The legacy of Pitirim Sorokin in the transnational alliances of moral conservatives”. Journal of Classical Sociology. 18 (2): 133—153. doi:10.1177/1468795X17740734.
- Andrzej, Sarnacki (2017). „The decay of American culture?: Pitirim Sorokin's view on the relevance of the sex revolution” (PDF). Relacje Międzykulturowe. 2 (2): 105—120. Архивирано из оригинала (PDF) 02. 06. 2020. г. Приступљено 21. 05. 2020.
- Jeffries, Vincent (2005). „Pitirim A. Sorokin's integralism and public sociology”. The American Sociologist. 36 (3–4): 66—87. JSTOR 27700434. doi:10.1007/s12108-005-1017-x.
- Johnston, Barry V (1987). „Pitirim Sorokin and the American sociological association: The politics of a professional society”. Journal of the History of the Behavioral Sciences. 23 (2): 103—122. doi:10.1002/1520-6696(198704)23:2<103::AID-JHBS2300230202>3.0.CO;2-I.
- Johnston, Barry V (2016). „Pitirim A. Sorokin (1889–1968): Pioneer and Pariah”. International Sociology. 11 (2): 229—238. doi:10.1177/026858096011002005.
- Nichols, Lawrence T (2005). „Integralism and Positive Psychology: A Comparison of Sorokin and Seligman”. Catholic Social Science Review. 10: 21—40. CiteSeerX 10.1.1.503.9085 . doi:10.5840/cssr2005102.
- Krotov, Pavel (2012). „Pitirim Sorokin Studies in Russia in the Context of the New Section on Altruism, Morality, and Social Solidarity in the American Sociological Association”. The American Sociologist. 43 (4): 366—373. doi:10.1007/s12108-012-9166-1.
- Ponomareva, Inna (2011). „Pitirim a Sorokin: The interconnection between his life and scientific work”. International Sociology. 26 (6): 878—904. doi:10.1177/0268580910394003.